# Castilleja bryantii
Castilleja bryantii är en snyltrotsväxtart som beskrevs av T. S Brandeg.. Castilleja bryantii ingår i släktet målarborstar, och familjen snyltrotsväxter. Utöver nominatformen finns också underarten C. b. socorrensis.